# Hartoušov
Hartoušov (německy Hartessenreuth) je vesnice, místní částí obce Nebanice v okrese Cheb v Karlovarském kraji. V roce 2011 zde trvale žilo v 10 domech 30 obyvatel.
Hartoušov se nachází přibližně dva kilometry severně od Nebanic a deset kilometrů severovýchodně od města Chebu v nadmořské výšce 442 metrů. V blízkosti vsi protéká říčka Plesná.

## Historie

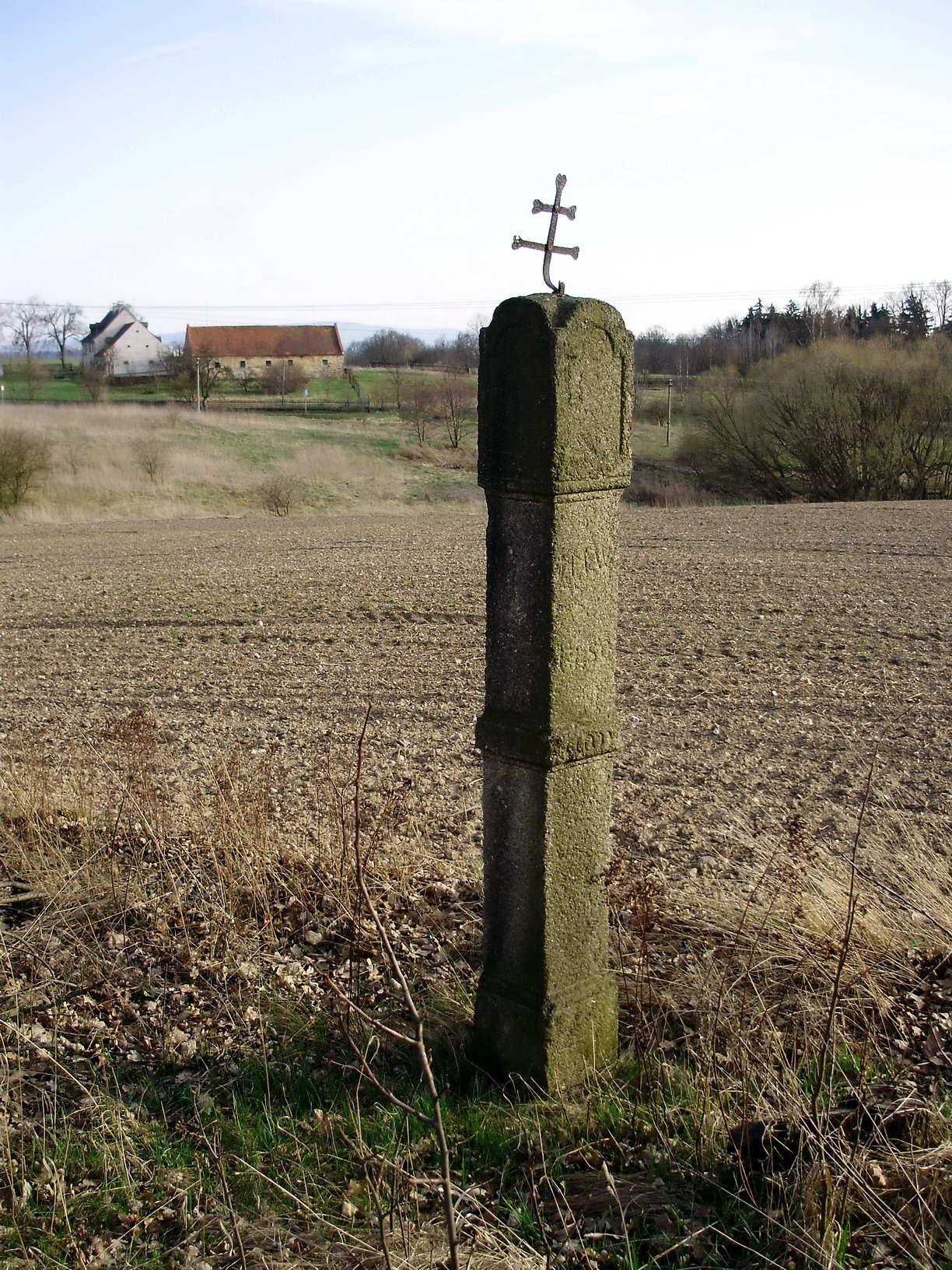
Boží muka z roku 1850

Poprvé je Hartoušov v historických textech zmiňován v roce 1281 jako Hartussenrewt. Někdy je také uváděn rok 1251. Podoba názvu Hartissenreuth se objevuje až roku 1491 a označení Hartessenreuth bylo používáno v letech 1847 až 1945. Ves ležela na křižovatce historické obchodní trasy z Chebu do Prahy a staré cesty z Chebu do Lubů. O historii Hartoušova není mnoho zpráv. Z archivních materiálů vyplývá, že ves během své existence často měnila majitele. Roku 1388 je zmiňován jako jeden z prvních vlastníků hartoušovského panství Cunrat z Grünu. V 15. století zde získávají tři dvorce chebské klarisky a později zde spravovali své majetky také chebští dominikáni či samotné město Cheb. Když roku 1850 vznikaly samosprávné obce, byl Hartoušov přičleněn k obci Nebanice, kam také docházely zdejší děti do školy.
V Hartoušově dříve stávaly dvě kaple. První, pocházející ze 17. století, stála na návsi vedle dnes již neexistujícího stavení č.p. 1. Druhá byla vystavěno okolo roku 1800 při odbočce bývalé cesty do Chotíkova. Od roku 1722 až do počátku 20. století patřil Hartoušov do nebanické farnosti. Neboť jsou Nebanice blíže, navštěvovali hartoušovští tamní kostel i po roce 1905, kdy byla ves přiřazena k farnímu kostelu v Milhostově. V roce 1911 byla v Hartoušově zřízena trafostanice, která byla napojena na vysokonapěťové vedení elektrárny v Aši. Z Hartoušova byl proud veden dále do Kynžvartu a zároveň jím bylo zásobeno i několik přilehlých vsí. Dům s trafostanicí patří dnes k několika málo dochovaným stavbám ve vsi. Ty ostatní společně s kapličkami nepřečkaly vyhnání svých majitelů na konci druhé světové války a následné socialistické hospodářství.

## Obyvatelstvo
Při sčítání lidu v roce 1921 zde žilo 56 obyvatel, všichni německé národnosti, kteří se hlásili k římskokatolické církvi.
| Rok            | 1869 | 1880 | 1890 | 1900 | 1910 | 1921 | 1930 | 1950 | 1961 | 1970 | 1980 | 1991 | 2001 | 2011 | 2021 |
| -------------- | ---- | ---- | ---- | ---- | ---- | ---- | ---- | ---- | ---- | ---- | ---- | ---- | ---- | ---- | ---- |
| Počet obyvatel | 92   | 80   | 68   | 59   | 54   | 56   | 71   | 28   | 37   | 42   | 50   | 38   | 26   | 20   | 17   |
| Počet domů     | 12   | 12   | 12   | 8    | 7    | 7    | 9    | 10   | -    | 6    | 10   | 9    | 5    | 5    | 5    |

## Doprava
Hartoušov leží na křižovatce dvou silnic; 21222 mezi Nebanicemi a Milhostovem a 21217 mezi Třebení a Kaceřovem.

## Pamětihodnosti
- Boží muka z roku 1717 při cestě do Kaceřova
- Boží muka z roku 1850 při cestě do Milhostova
- Hartoušovské mofety – mofety na březích potoka Plesná hned pod osadou Hartoušov představují poslední zbytky zdejší původní bažinaté krajiny
- Rozestavěná Sudetská dálnice – severně nad osadou Hartoušov protíná rozsáhlé plochy polí pískový násep nedokončené Sudetské dálnice, která měla nedaleko Vackovce překlenout údolí potoka Plesná.